# Aiuruoca
Aiuruoca es un municipio brasileño situado en el estado de Minas Gerais. Tiene una población estimada, en 2021, de 5949 habitantes.
La sede del municipio está localizada a 989 metros de altitud, al pie del Pico del Papagayo, en una región de topografía bastante accidentada.
Su nombre deriva del tupí-guaraní y significa casa de los papagayos.